# Mäsk (fiske)
Att mäska är en samlingsterm inom sportfiske för att attrahera, koncentrera och stimulera fisk att börja äta genom att på olika sätt introducera döda och levande organiska ämnen i vattnet. Det är vanligast att man mäskar efter vit- eller karpfiskar av olika slag.

## Ingredienser
Mäsk associeras ofta med mjölaktiga, torra, blandningar. Det torra mäsket kan bestå av allehanda malda torra ingredienser, till exempel ströbröd, majsmjöl, rismjöl, malt hästfoder, torkad mald melass och matjord. I den torra blandningen tillsätter man vatten och rör om tills man kan forma bollar som sedan ska upplösas i vattnet. Det är extra effektivt att mäska med samma bete som det man sedan ska ha på kroken.
I mäsket blandar man ofta i extra dofter och smaker för att stärka den attraherande effekten.
Efter vitfisk mäskar man oftast med:
- Larver/mask: till exempel maggot, lövmask, daggmask och olika mygglarver.
- Partikelbeten: till exempel konserverade majskorn, kokt hampa och kikärtor
- Pellets/torrforder för hund och katt
- Bröd
- Mjöl
- Majs

Det är viktigt att blandningen får rätt konsistens efter den vattentyp man fiskar i. En grundprincip är att mäsk löser upp sig snabbare i grundare vatten än i strömmande djupa vatten, då det i regel är lämpligare med tyngre och mera bindande mäsk.   
Mäsk kan köpas som färdigblandade mixer. Alternativt köper man egna ingredienser och komponerar mäskblandningen. Ett malet så kallat "mjölmäsk" kallas ofta för "ground bait" eller grundmäsk.
Det kan vara effektivt att börja mäska på fiskeplatsen några dagar innan man ska börja fiska för att så många fiskar som möjligt ska hitta dit. Under fisket fortsätter man mäska för att hålla kvar fisken på platsen.
Mäskning har blivit vanligare i Sverige. I övriga Europa är det vanligt att mäska. Ibland kan det vara svårt att få tag i färdiga mäskblandningar i Norden, till och med i renodlade sportfiskebutiker. Det lättaste sättet att köpa mäsk är ofta att kontakta en grossist för att få hjälp att hitta den närmaste återförsäljaren. En del nätbutiker säljer även mäsk på postorder. 

## Leverantörer
Några av de stora leverantörerna i Sverige är:
- Top Mix
- Marcel Van Den Eyende
- Geers
- Swedbait
- Sensas
- Mondial-F
- Traper
- Grebenstein